# Fußball-Europameisterschaft 2000
Die Endrunde der 11. Fußball-Europameisterschaft 2000 (offiziell UEFA EURO 2000) wurde vom 10. Juni bis zum 2. Juli 2000 in Belgien und den Niederlanden ausgetragen. Damit waren die Spiele zum ersten Mal auf zwei Gastgeber aufgeteilt.
Europameister wurde der amtierende Weltmeister Frankreich im Finale in Rotterdam gegen Italien durch ein Golden Goal in der 103. Minute von David Trezeguet. Belgien scheiterte bereits in der Gruppenphase, die Niederlande im Halbfinale an Italien. Titelverteidiger Deutschland scheiterte ebenso in der Gruppenphase. Die Schweiz und Österreich waren bereits in der Qualifikation ausgeschieden. Torschützenkönige wurden der Jugoslawe Savo Milošević und der Niederländer Patrick Kluivert mit jeweils fünf Toren.

## Vergabe
Neben der Gemeinschaftskandidatur Belgien/Niederlande wurden Bewerbungen von Spanien und Österreich für die Ausrichtung des Turniers eingereicht.

## Qualifikation der deutschsprachigen Mannschaften

### Deutschland
In Gruppe 3 traf Deutschland auf die Türkei, Finnland, Nordirland und Moldawien. Vor Beginn der Qualifikation trat Bundestrainer Berti Vogts nach der erfolglosen Fußball-Weltmeisterschaft 1998 zurück und wurde durch Erich Ribbeck ersetzt. Das erste Pflichtspiel unter dem neuen Trainer ging mit 0:1 gegen die Türkei verloren. Die deutsche Mannschaft qualifizierte sich trotzdem als Gruppenerster.

### Österreich
In Gruppe 6 spielte Österreich gegen Spanien, Israel, Zypern und San Marino. Während der Qualifikation erlitt die Mannschaft mit dem 0:9 gegen Spanien eine ihrer höchsten Niederlagen. Die Mannschaft erreichte zwar am Ende genau so viele Punkte wie Israel, die 0:5-Niederlage in Tel Aviv gegen den direkten Kontrahenten verhinderte jedoch die Qualifikation.

### Schweiz
In Gruppe 1 konnte die Schweiz ihren Erfolg von 1996 nicht wiederholen. Zusammen mit Dänemark wurde mit 14 Punkten der Rang 2 hinter Italien (15 Punkte) belegt. Dänemark hatte zwar das schlechtere Torverhältnis, aber die bessere Bilanz aus dem direkten Vergleich. Die Schweiz schied somit aus.

## Spielorte
Die Europameisterschaft 2000 wurde in acht Stadien ausgetragen, von denen sich vier in Belgien und vier in den Niederlanden befanden. Von den 31 Spielen wurden 15 in Belgien und 16 in den Niederlanden ausgetragen.

### Belgien
| Brüssel |

| Brügge |

| Lüttich |

| Charleroi |

| Brüssel |

| Brügge |

| Lüttich |

| Charleroi |

### Niederlande
| Amsterdam |

| Rotterdam |

| Eindhoven |

| Arnheim |

| Amsterdam |

| Rotterdam |

| Eindhoven |

| Arnheim |

## Teilnehmer
| Gruppe A            | Gruppe B         | Gruppe C               | Gruppe D            |
| ------------------- | ---------------- | ---------------------- | ------------------- |
| Deutschland (Kader) | Belgien (Kader)  | Spanien (Kader)        | Frankreich (Kader)  |
| Rumänien (Kader)    | Schweden (Kader) | Norwegen (Kader)       | Dänemark (Kader)    |
| Portugal (Kader)    | Türkei (Kader)   | BR Jugoslawien (Kader) | Niederlande (Kader) |
| England (Kader)     | Italien (Kader)  | Slowenien (Kader)      | Tschechien (Kader)  |

## Vorrunde

### Gruppe A
| Pl. | Land        | Sp. | S | U | N | Tore    | Diff. | Punkte |
| --- | ----------- | --- | - | - | - | ------- | ----- | ------ |
| 1.  | Portugal    | 3   | 3 | 0 | 0 | 007:200 | +5    | 09     |
| 2.  | Rumänien    | 3   | 1 | 1 | 1 | 004:400 | ±0    | 04     |
| 3.  | England     | 3   | 1 | 0 | 2 | 005:600 | −1    | 03     |
| 4.  | Deutschland | 3   | 0 | 1 | 2 | 001:500 | −4    | 01     |

|                                         |   |             |           |
| 12. Juni 2000 um 18:00 Uhr in Lüttich   |   |             |           |
| Deutschland                             | – | Rumänien    | 1:1 (1:1) |
| 12. Juni 2000 um 20:45 Uhr in Eindhoven |   |             |           |
| Portugal                                | – | England     | 3:2 (2:2) |
| 17. Juni 2000 um 18:00 Uhr in Arnheim   |   |             |           |
| Rumänien                                | – | Portugal    | 0:1 (0:0) |
| 17. Juni 2000 um 20:45 Uhr in Charleroi |   |             |           |
| England                                 | – | Deutschland | 1:0 (0:0) |
| 20. Juni 2000 um 20:45 Uhr in Charleroi |   |             |           |
| England                                 | – | Rumänien    | 2:3 (2:1) |
| 20. Juni 2000 um 20:45 Uhr in Rotterdam |   |             |           |
| Portugal                                | – | Deutschland | 3:0 (1:0) |

Im Vorfeld kam es bereits zu Auseinandersetzungen innerhalb der deutschen Mannschaft. Es gab eine Oppositionsgruppe gegen den Trainer Erich Ribbeck, und das erste Spiel gegen die vermeintlich schwächste Mannschaft der Vorrundengruppe A, Rumänien, zeigte, dass sich hier keine Einheit auf dem Platz präsentieren würde. Die Rumänen gingen bereits in der 5. Minute durch Viorel Moldovan in Führung. Mehmet Scholl konnte noch in der 28. Minute mit einem Fernschuss den Ausgleich erzielen, dem einzigen deutschen Tor dieses Turniers. Weitaus stärker eingeschätzt wurden die Engländer und Portugiesen. England gegen Portugal galt gleich als eines der besten Spiele dieser EM. England ging mit 2:0 durch Paul Scholes und Steve McManaman in Führung. Beide Tore wurden durch David Beckham vorbereitet. Die Portugiesen schlugen zurück, und ein Schuss aus 35 m Entfernung von Luís Figo brachte Portugal wieder ins Spiel. João Pinto erzielte noch vor der Pause den Ausgleich und Nuno Gomes in der zweiten Halbzeit den Siegtreffer.
Der „Klassiker“ England – Deutschland folgte. Die Deutschen galten als kämpferisch stärker als noch gegen Rumänien, und Sebastian Deisler erhielt gute Kritiken. Doch England gewann durch ein Tor von Alan Shearer. Portugal war bereits für das Viertelfinale qualifiziert und trat gegen Deutschland mit einer B-Elf an. Die Deutschen mussten auf einen Sieg der Rumänen hoffen und selbst gewinnen, um ins Viertelfinale einzuziehen. Aber die deutsche Mannschaft verlor mit 0:3 gegen Portugal. Alle drei Tore erzielte Sérgio Conceição. Rumänien gewann mit 3:2 gegen England. Deutschland und England, zwei Größen des internationalen Fußballs, waren damit bereits in der Vorrunde ausgeschieden. Mit dem Vorrundenaus endete die Amtszeit von Ribbeck. Rekordnationalspieler Lothar Matthäus, der seit 1980 für die A-Auswahl aktiv war, bestritt sein letztes von 150 Länderspielen.

### Gruppe B
| Pl. | Land     | Sp. | S | U | N | Tore    | Diff. | Punkte |
| --- | -------- | --- | - | - | - | ------- | ----- | ------ |
| 1.  | Italien  | 3   | 3 | 0 | 0 | 006:200 | +4    | 09     |
| 2.  | Türkei   | 3   | 1 | 1 | 1 | 003:200 | +1    | 04     |
| 3.  | Belgien  | 3   | 1 | 0 | 2 | 002:500 | −3    | 03     |
| 4.  | Schweden | 3   | 0 | 1 | 2 | 002:400 | −2    | 01     |

|                                         |   |          |           |
| 10. Juni 2000 um 20:45 Uhr in Brüssel   |   |          |           |
| Belgien                                 | – | Schweden | 2:1 (1:0) |
| 11. Juni 2000 um 14:30 Uhr in Arnheim   |   |          |           |
| Türkei                                  | – | Italien  | 1:2 (0:0) |
| 14. Juni 2000 um 20:45 Uhr in Brüssel   |   |          |           |
| Italien                                 | – | Belgien  | 2:0 (1:0) |
| 15. Juni 2000 um 20:45 Uhr in Eindhoven |   |          |           |
| Schweden                                | – | Türkei   | 0:0       |
| 19. Juni 2000 um 20:45 Uhr in Brüssel   |   |          |           |
| Türkei                                  | – | Belgien  | 2:0 (1:0) |
| 19. Juni 2000 um 20:45 Uhr in Eindhoven |   |          |           |
| Italien                                 | – | Schweden | 2:1 (1:0) |

Gastgeber Belgien konnte zwar sein Eröffnungsspiel gegen Schweden gewinnen, doch galten Italien und die Türkei als die spielerisch besten Mannschaften dieser Gruppe und zogen ins Viertelfinale ein. Hakan Şükür sorgte mit zwei Treffern im entscheidenden Spiel dieser Gruppe um Platz 2 gegen Belgien für den bis dahin größten Erfolg im türkischen Fußball.

### Gruppe C
| Pl.                                                               | Land        | Sp. | S | U | N | Tore    | Diff. | Punkte |
| ----------------------------------------------------------------- | ----------- | --- | - | - | - | ------- | ----- | ------ |
| 1.                                                                | Spanien     | 3   | 2 | 0 | 1 | 006:500 | +1    | 06     |
| 2.                                                                | Jugoslawien | 3   | 1 | 1 | 1 | 007:700 | ±0    | 04     |
| 3.                                                                | Norwegen    | 3   | 1 | 1 | 1 | 001:100 | ±0    | 04     |
| 4.                                                                | Slowenien   | 3   | 0 | 2 | 1 | 004:500 | −1    | 02     |
| Für die Platzierung 2 und 3 ist der direkte Vergleich maßgeblich. |             |     |   |   |   |         |       |        |

|                                         |   |             |           |
| 13. Juni 2000 um 18:00 Uhr in Rotterdam |   |             |           |
| Spanien                                 | – | Norwegen    | 0:1 (0:0) |
| 13. Juni 2000 um 20:45 Uhr in Charleroi |   |             |           |
| Jugoslawien                             | – | Slowenien   | 3:3 (0:1) |
| 18. Juni 2000 um 18:00 Uhr in Amsterdam |   |             |           |
| Slowenien                               | – | Spanien     | 1:2 (0:1) |
| 18. Juni 2000 um 20:45 Uhr in Lüttich   |   |             |           |
| Norwegen                                | – | Jugoslawien | 0:1 (0:1) |
| 21. Juni 2000 um 18:00 Uhr in Brügge    |   |             |           |
| Jugoslawien                             | – | Spanien     | 3:4 (1:1) |
| 21. Juni 2000 um 18:00 Uhr in Arnheim   |   |             |           |
| Slowenien                               | – | Norwegen    | 0:0       |

Nach dem 1:0-Erfolg des vermeintlichen Außenseiters Norwegen gegen den vermeintlichen Turnierfavoriten Spanien kam es im zweiten Spiel zu einem Match zwischen Neuling Slowenien und Jugoslawien, jedoch reichten den Slowenen zwei Tore ihres Stars Zlatko Zahovič und ein Treffer von Miran Pavlin zur 3:0-Führung nicht zum Sieg. Jugoslawien konnte trotz Unterzahl innerhalb von sechs Minuten auf 3:3 ausgleichen. Auch im Spiel gegen Spanien kam es zu einem Torfestival mit jugoslawischer Beteiligung. Slobodan Komljenović erzielte im Spiel gegen Spanien in der 75. Minute das 3:2 für Jugoslawien, doch ein Elfmeter von Gaizka Mendieta und ein weiterer Treffer durch Alfonso in der Nachspielzeit brachten die Iberer ins Viertelfinale. Norwegen hätte ein Sieg gegen Slowenien im letzten Gruppenspiel für den Viertelfinaleinzug gereicht, durch das torlose Unentschieden behielten aber die Jugoslawen aufgrund des gewonnenen direkten Vergleichs die Oberhand.

### Gruppe D
| Pl. | Land        | Sp. | S | U | N | Tore    | Diff. | Punkte |
| --- | ----------- | --- | - | - | - | ------- | ----- | ------ |
| 1.  | Niederlande | 3   | 3 | 0 | 0 | 007:200 | +5    | 09     |
| 2.  | Frankreich  | 3   | 2 | 0 | 1 | 007:400 | +3    | 06     |
| 3.  | Tschechien  | 3   | 1 | 0 | 2 | 003:300 | ±0    | 03     |
| 4.  | Dänemark    | 3   | 0 | 0 | 3 | 000:800 | −8    | 0      |

|                                         |   |             |           |
| 11. Juni 2000 um 18:00 Uhr in Brügge    |   |             |           |
| Frankreich                              | – | Dänemark    | 3:0 (1:0) |
| 11. Juni 2000 um 20:45 Uhr in Amsterdam |   |             |           |
| Niederlande                             | – | Tschechien  | 1:0 (0:0) |
| 16. Juni 2000 um 18:00 Uhr in Brügge    |   |             |           |
| Tschechien                              | – | Frankreich  | 1:2 (1:1) |
| 16. Juni 2000 um 20:45 Uhr in Rotterdam |   |             |           |
| Dänemark                                | – | Niederlande | 0:3 (0:0) |
| 21. Juni 2000 um 20:45 Uhr in Amsterdam |   |             |           |
| Frankreich                              | – | Niederlande | 2:3 (2:1) |
| 21. Juni 2000 um 20:45 Uhr in Lüttich   |   |             |           |
| Dänemark                                | – | Tschechien  | 0:2 (0:0) |

Gastgeber Niederlande traf in einer als stark eingeschätzten Gruppe im ersten Spiel auf Vize-Europameister Tschechien. Die tschechische Mannschaft um ihren Star Pavel Nedvěd war über weite Strecken das bessere Team, doch die Niederländer verwandelten einen umstrittenen Elfmeter in der 89. Minute durch Frank de Boer zum 1:0-Sieg. Als Frankreich das zweite Spiel gegen Tschechien gewann und die Niederländer gegen Dänemark siegten, war das Weiterkommen der beiden Favoriten bereits gesichert. Durch den 3:2-Erfolg gegen Weltmeister Frankreich errang der Gastgeber den Gruppensieg. Dänemark schied ohne Tor und ohne Punkt als schlechteste Mannschaft des Turniers aus.

## Finalrunde
|  | Viertelfinale        | Viertelfinale        |  |  | Halbfinale           | Halbfinale           |   |  | Finale | Finale |
|  |                      |                      |  |  |                      |                      |   |  |        |        |
|  | 24. Juni – Amsterdam |                      |  |  |                      |                      |   |  |        |        |
|  | Portugal             | 2                    |  |  | 28. Juni – Brüssel   | 28. Juni – Brüssel   |   |  |        |        |
|  | Türkei               | 0                    |  |  | Portugal             | 1                    |   |  |        |        |
|  | 25. Juni – Brügge    | 25. Juni – Brügge    |  |  | Frankreich           | 21                   |   |  |        |        |
|  | Spanien              | 1                    |  |  | 2. Juli – Rotterdam  | 2. Juli – Rotterdam  |   |  |        |        |
|  | Frankreich           | 2                    |  |  | Frankreich           | 21                   |   |  |        |        |
|  | 24. Juni – Brüssel   | 24. Juni – Brüssel   |  |  |                      | Italien              | 1 |  |        |        |
|  | Italien              | 2                    |  |  | 29. Juni – Amsterdam | 29. Juni – Amsterdam |   |  |        |        |
|  | Rumänien             | 0                    |  |  | Italien              | 20 (3)2              |   |  |        |        |
|  | 25. Juni – Rotterdam | 25. Juni – Rotterdam |  |  | Niederlande          | 0 (1)                |   |  |        |        |
|  | Niederlande          | 6                    |  |  |                      |                      |   |  |        |        |
|  | Jugoslawien          | 1                    |  |  |                      |                      |   |  |        |        |

1 Sieg durch Golden Goal

2 Sieg im Elfmeterschießen

### Viertelfinale
|                                                           |   |        |           |
| 24. Juni 2000 um 18:00 Uhr in Amsterdam (Amsterdam Arena) |   |        |           |
| Portugal                                                  | – | Türkei | 2:0 (1:0) |

Das erste Viertelfinalspiel war in der ersten Halbzeit ein ausgeglichenes Spiel. Die Türken agierten aus einer organisierten Abwehr heraus, erst die rote Karte gegen Alpay Özalan in der 29. Minute brachte die Türken aus ihrem Konzept. Arif Erdem verschoss in der 45. Minute einen Elfmeter, worauf die Portugiesen in der zweiten Halbzeit spielbestimmender wurden und durch zwei Tore ihres Stürmers Nuno Gomes gewannen.
|                                                            |   |            |           |
| 25. Juni 2000 um 20:45 Uhr in Brügge (Jan-Breydel-Stadion) |   |            |           |
| Spanien                                                    | – | Frankreich | 1:2 (1:2) |

Die Franzosen nutzten gegen die Spanier ihre wenigen Chancen durch Zinédine Zidane und Youri Djorkaeff bereits in der ersten Halbzeit. Zwischenzeitlich hatte Gaizka Mendieta per Elfmeter ausgeglichen. Der als sicher geltende Elfmeterschütze Mendieta vom FC Valencia war bereits ausgewechselt, als in der 90. Minute die Chance zum Ausgleich per Elfmeter kam, Raúl vergab die Chance jedoch. Frankreich zog ins Halbfinale ein.
|                                                                |   |          |           |
| 24. Juni 2000 um 20:45 Uhr in Brüssel (König-Baudouin-Stadion) |   |          |           |
| Italien                                                        | – | Rumänien | 2:0 (2:0) |

Italien war in diesem Spiel nie gefährdet und entschied das Spiel bereits durch die Tore von Francesco Totti und Filippo Inzaghi in der ersten Halbzeit. Gheorghe Hagi ging in seinem letzten Länderspiel durch eine gelb-rote Karte vom Platz.
|                                                   |   |             |           |
| 25. Juni 2000 um 18:00 Uhr in Rotterdam (De Kuip) |   |             |           |
| Niederlande                                       | – | Jugoslawien | 6:1 (2:0) |

Die Niederlande zeigten in De Kuip spektakulären Angriffsfußball und avancierten mit dem höchsten Sieg des Turniers endgültig zum Titelfavoriten. Stürmerstar Patrick Kluivert gelang dabei ein Hattrick.

### Halbfinale
|                                                                |   |            |                     |
| 28. Juni 2000 um 20:45 Uhr in Brüssel (König-Baudouin-Stadion) |   |            |                     |
| Portugal                                                       | – | Frankreich | 1:2 n.GG (1:1, 1:0) |

Weltmeister Frankreich sah sich defensiv starken Portugiesen gegenüber, die mit Kontermöglichkeiten die Franzosen mehrfach gefährdeten. So ging Portugal durch Nuno Gomes mit 1:0 in Führung, der Ausgleich in der 51. Minute durch Thierry Henry brachte sie nicht von ihrem Weg ab. Sie hatten bis zum Schluss und in der Verlängerung die besseren Chancen. Kurz vor der Entscheidung hatte Abel Xavier per Kopf die Chance zum Golden Goal. Ebenfalls Abel Xavier bekam gegen Ende der Verlängerung bei einem Angriff der Franzosen kurz vor dem eigenen Tor den Ball an die Hand. Der (nach der EM zum Schiedsrichter des Turniers gewählte) österreichische Schiedsrichter Günter Benkö gab Elfmeter. Zidane verwandelte ihn und brachte damit den Weltmeister ins EM-Finale. Nach Spielende kam es zu Ausschreitungen unter den portugiesischen Spielern, sie bespuckten den österreichischen Schiedsrichter und wurden für mehrere Monate von der UEFA gesperrt. In diesem Spiel spielten mit Luís Figo und Zinédine Zidane zwei der zu dieser Zeit besten Fußballer der Welt gegeneinander und machten beide als Kapitän ihrer Mannschaften ein großes Spiel. Figo wurde später zum wertvollsten Spieler des Turniers gewählt und wechselte noch im selben Jahr für die Ablösesumme von 60 Millionen Euro von Barcelona zu Real Madrid, wohin Zidane ihm ein Jahr später folgte.
|                                                           |   |             |                      |
| 29. Juni 2000 um 18:00 Uhr in Amsterdam (Amsterdam Arena) |   |             |                      |
| Italien                                                   | – | Niederlande | 0:0 n. V., 3:1 i. E. |

Das Spiel zwischen Italien und den Niederlanden war durch eine relativ große Zahl vergebener Elfmeter gekennzeichnet. Die italienische Mannschaft von Trainer Dino Zoff wurde in der 34. Minute durch die gelb-rote Karte an Gianluca Zambrotta in eine defensive Position gedrängt. Ihr Torwart Francesco Toldo hielt in der 39. Minute einen Elfmeter von Frank de Boer und machte viele Chancen der Niederländer zunichte. Patrick Kluivert vergab in der 62. Minute einen weiteren Elfmeter durch Schuss an den Innenpfosten.
Im anschließenden Elfmeterschießen traf von den Niederländern lediglich Patrick Kluivert, der zuvor im Spiel vergeben hatte. Francesco Toldo hielt erneut die Elfmeter von Frank de Boer und Paul Bosvelt, Jaap Stam schoss über das Tor und Italien gewann mit drei erzielten Elfmetertoren.

### Finale
|                                                  |   |         |                     |
| 2. Juli 2000 um 20:00 Uhr in Rotterdam (De Kuip) |   |         |                     |
| Frankreich                                       | – | Italien | 2:1 n.GG (1:1, 0:0) |

Italien war durch Marco Delvecchio in der 55. Minute mit 1:0 in Führung gegangen. Kurz vor dem Schlusspfiff durch den schwedischen Schiedsrichter Anders Frisk erzielte Sylvain Wiltord in der 4. Minute der Nachspielzeit den Ausgleich. In der 103. Minute endete das Spiel durch ein Golden Goal. Der eingewechselte David Trezeguet machte mit einem Volleyschuss Frankreich nach dem Gewinn der Weltmeisterschaft auch zum Europameister.
Einen solchen doppelten Gewinn schafften außer Frankreich nur zwei Mannschaften, Deutschland (1972 Europa- und 1974 Weltmeister) und Spanien (2008 Europa- und 2010 Weltmeister); die Spanier bauten diesen Rekord durch die Verteidigung ihres kontinentalen Titels 2012 aus.

## Vermarktung

### Spielball

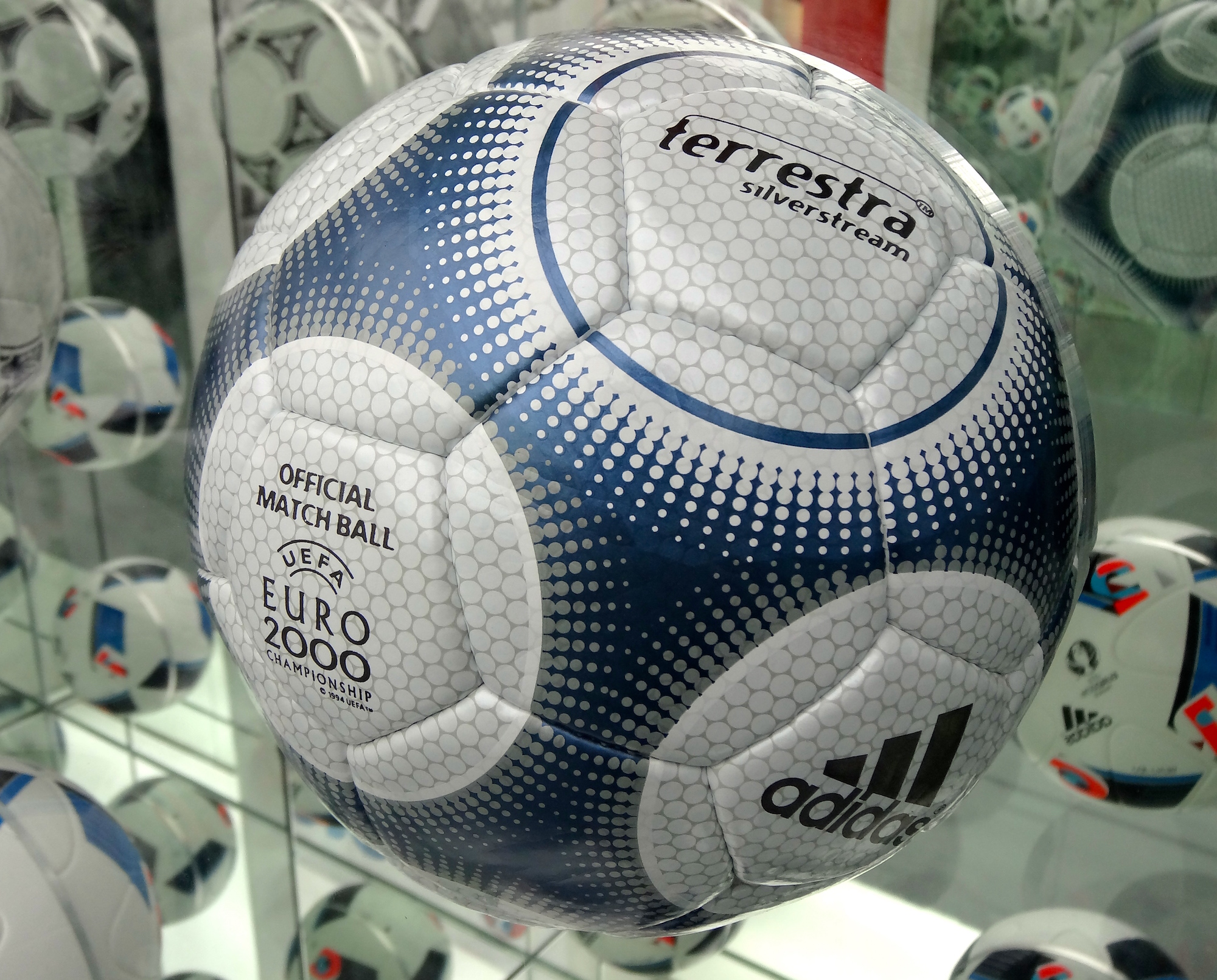
Terrestra Silverstream, der offizielle Spielball der EM 2000

Der Spielball der Fußball-Europameisterschaft 2000 war der Terrestra Silverstream, welcher mit seinem Namen und seinem Design für die Flüsse der Niederlande und Belgien steht.

### Maskottchen

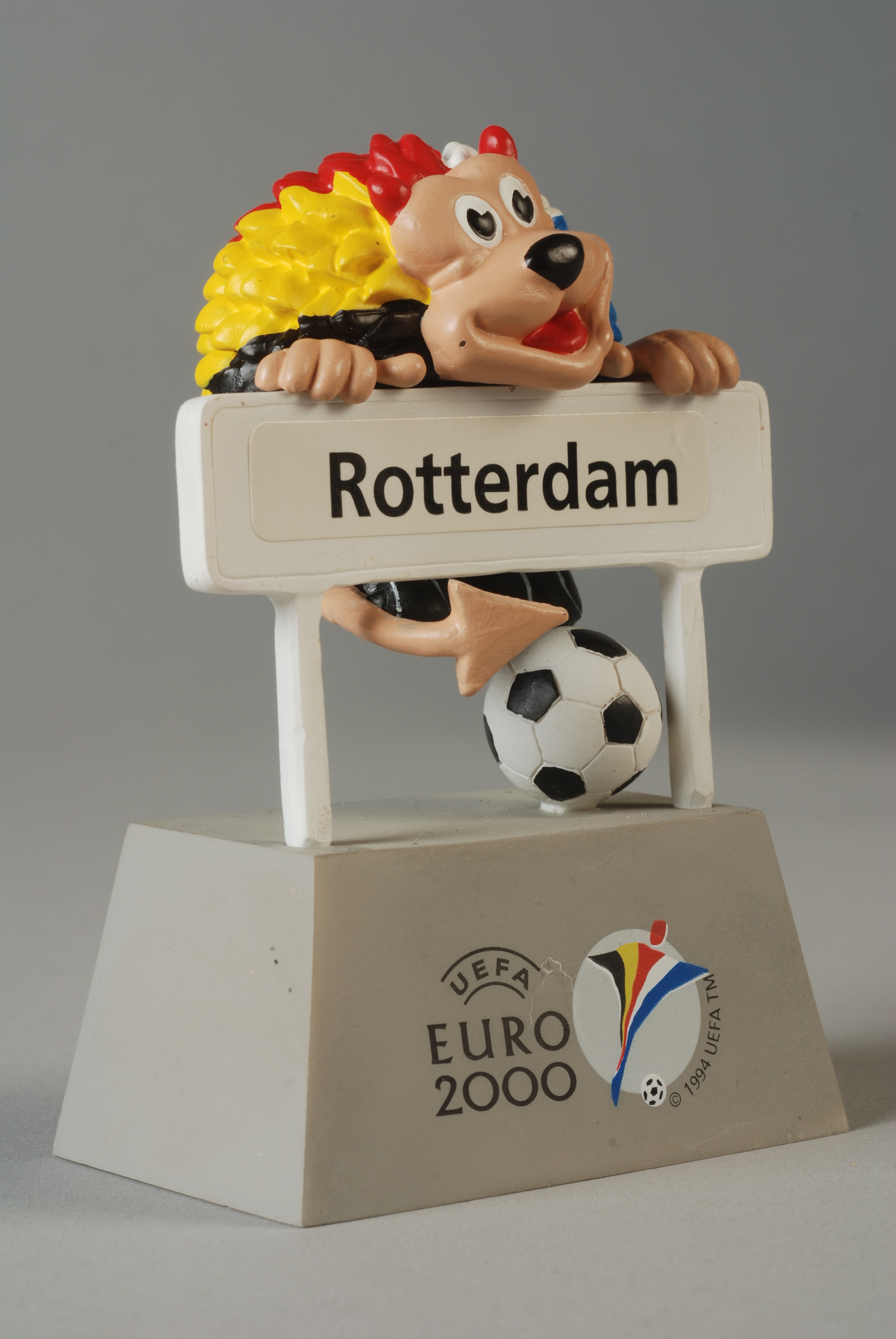
Benelucky, das offizielle Maskottchen der EM 2000

Das offizielle Maskottchen des Turniers war Benelucky, was ein Wortspiel aus Benelux und „lucky“ ist – die Endung „lucky“ sollte den teilnehmenden Nationalmannschaften „viel Glück“ wünschen. Benelucky ist ein Löwe-Teufel-Hybrid, dessen Mähne die Flaggenfarben beider Gastgeberländer trägt. Der Löwe ist das Emblem der niederländischen Fußballnationalmannschaft und der Teufel der Spitzname der belgischen Fußballnationalmannschaft (die Mannschaft wird als die „Roten Teufel“ bezeichnet).

## FIFA-Konföderationen-Pokal-Qualifikation
Weil Europameister Frankreich bereits als Gastgeber des FIFA-Konföderationen-Pokal 2003 qualifiziert war, ging der Startplatz des Europameisters an Vizeeuropameister Italien. Italien sagte jedoch die Teilnahme ab.
Weil es kein Spiel um den 3. Platz zwischen den Niederlanden und Portugal gab, ging der Startplatz für den Europameister beim FIFA-Konföderationen-Pokal 2003 verloren. Zwar nahm der Europameister Frankreich am FIFA-Konföderationen-Pokal 2003 teil, aber als Gastgeber, nicht als Europameister. Der Platz des Europameisters blieb vakant, die Halbfinalisten Niederlande und Portugal wurden übersprungen und die Wildcard ging direkt an den Vizeweltmeister Deutschland.
Da auch Deutschland die Teilnahme am FIFA-Konföderationen-Pokal 2003 absagte, ging letztendlich der Weltmeisterschafts-Dritte Türkei an den Start. Hätte die Türkei ebenfalls verzichtet, wäre Südkorea als Weltmeisterschafts-Vierter nachgerückt. Und bei einem Verzicht von Südkorea hätte die FIFA den freien Platz per Wildcard über die aktuelle FIFA-Weltrangliste vergeben.

## Die Europameister 2000
Fabien Barthez; Laurent Blanc, Vincent Candela, Marcel Desailly, Frank Lebœuf, Bixente Lizarazu, Lilian Thuram; Didier Deschamps, Youri Djorkaeff, Christian Karembeu, Johan Micoud, Emmanuel Petit, Robert Pires, Patrick Vieira, Zinédine Zidane; Nicolas Anelka, Christophe Dugarry, Thierry Henry, David Trezeguet, Sylvain Wiltord
Trainer: Roger Lemerre

## Torschützenliste (Endrunde)
| Rang | Spieler             | Tore |
| ---- | ------------------- | ---- |
| 1    | Patrick Kluivert    | 5    |
|      | Savo Milošević      | 5    |
| 3    | Nuno Gomes          | 4    |
| 4    | Thierry Henry       | 3    |
|      | Sérgio Conceição    | 3    |
|      | Zlatko Zahovič      | 3    |
| 7    | Alfonso Pérez Muñoz | 2    |
|      | Frank de Boer       | 2    |
|      | Youri Djorkaeff     | 2    |
|      | Filippo Inzaghi     | 2    |
|      | Gaizka Mendieta     | 2    |
|      | Marc Overmars       | 2    |
|      | Alan Shearer        | 2    |
|      | Vladimír Šmicer     | 2    |
|      | Hakan Şükür         | 2    |
|      | Francesco Totti     | 2    |
|      | David Trezeguet     | 2    |
|      | Sylvain Wiltord     | 2    |
|      | Boudewijn Zenden    | 2    |
|      | Zinédine Zidane     | 2    |
| 21   | Laurent Blanc       | 1    |
|      | Okan Buruk          | 1    |
|      | Cristian Chivu      | 1    |
|      | Costinha            | 1    |
|      | Ronald de Boer      | 1    |
|      | Antonio Conte       | 1    |
|      | Stefano Fiore       | 1    |

| Rang | Spieler              | Tore |
| ---- | -------------------- | ---- |
| 21   | Marco Delvecchio     | 1    |
|      | Alessandro Del Piero | 1    |
|      | Luigi Di Biagio      | 1    |
|      | Ljubinko Drulović    | 1    |
|      | Christophe Dugarry   | 1    |
|      | Joseba Etxeberria    | 1    |
|      | Ioan Viorel Ganea    | 1    |
|      | Bart Goor            | 1    |
|      | Dejan Govedarica     | 1    |
|      | Steffen Iversen      | 1    |
|      | João Pinto           | 1    |
|      | Slobodan Komljenović | 1    |
|      | Henrik Larsson       | 1    |
|      | Luís Figo            | 1    |
|      | Steve McManaman      | 1    |
|      | Johan Mjällby        | 1    |
|      | Viorel Moldovan      | 1    |
|      | Emile Mpenza         | 1    |
|      | Pedro Munitis        | 1    |
|      | Dorinel Munteanu     | 1    |
|      | Michael Owen         | 1    |
|      | Miran Pavlin         | 1    |
|      | Karel Poborský       | 1    |
|      | Raúl                 | 1    |
|      | Paul Scholes         | 1    |
|      | Mehmet Scholl        | 1    |
|      | Dejan Govedarica     | ET   |

Beste Torschützen im gesamten Wettbewerb waren der Slowene Zlatko Zahovič und Spanier Raúl mit je 12 Toren, davon neun bzw. elf in der Qualifikation.

## Auszeichnungen

### Spieler des Turniers
Als Spieler des Turniers wurde der französische Mittelfeldspieler Zinédine Zidane ausgezeichnet.

### UEFA-Allstars
| Torhüter                       | Abwehr                                                                       | Mittelfeld                                                                           | Stürmer                                                        |
| ------------------------------ | ---------------------------------------------------------------------------- | ------------------------------------------------------------------------------------ | -------------------------------------------------------------- |
| Francesco Toldo Fabien Barthez | Frank de Boer Alessandro Nesta Fabio Cannavaro Marcel Desailly Laurent Blanc | Luís Figo Boudewijn Zenden Zinédine Zidane Edgar Davids Patrick Vieira Pep Guardiola | Patrick Kluivert Francesco Totti Nuno Gomes Thierry Henry Raúl |

## Schiedsrichter
Die UEFA benannte insgesamt 13 Schiedsrichter und 17 Schiedsrichter-Assistenten, um die Spiele bei der EURO zu leiten. Darunter befanden sich auch jeweils ein Schiedsrichter und ein Assistent aus dem Bereich des Afrikanischen Fußballverbands. Im Gegensatz zu vorherigen Turnieren bekamen sowohl die Assistenten als auch die 4. Offiziellen mehr Befugnisse den Schiedsrichter bei der Spielleitung zu unterstützen.
Das Eröffnungsspiel leitete der deutsche Schiedsrichter Markus Merk, mit der Leitung des Finales wurde der Schwede Anders Frisk betraut.
| Schiedsrichter           | Spiele |    |   |   |  | Schiedsrichter-Assistenten | Schiedsrichter-Assistenten |
| ------------------------ | ------ | -- | - | - |  | -------------------------- | -------------------------- |
| Günter Benkö             | 3      | 8  | 0 | 1 |  | Yury Dupanau               | Igor Sramka                |
| Kim Milton Nielsen       | 2      | 6  | 0 | 1 |  | Roland Van Nylen           | Carlos Martín Nieto        |
| Gamal al-Ghandour        | 2      | 8  | 0 | 0 |  | Ivan Lekov                 | Leif Lindberg              |
| Graham Poll              | 2      | 7  | 0 | 0 |  | Jens Larsen                | Turgay Güdü                |
| Gilles Veissière         | 2      | 11 | 1 | 0 |  | Philip Sharp               |                            |
| Markus Merk              | 3      | 19 | 2 | 0 |  | Jacques Poudevigne         |                            |
| Pierluigi Collina        | 3      | 12 | 0 | 0 |  | Kurt Ertl                  |                            |
| Dick Jol                 | 3      | 15 | 0 | 1 |  | Sergio Zuccolini           |                            |
| Vítor Melo Pereira       | 3      | 6  | 2 | 0 |  | Dramane Dante              |                            |
| Hugh Dallas              | 2      | 6  | 0 | 1 |  | Emanuel Zammit             |                            |
| José María García-Aranda | 2      | 4  | 0 | 0 |  | Jaap Pool                  |                            |
| Anders Frisk             | 3      | 11 | 0 | 0 |  | Eddie Foley                |                            |
| Urs Meier                | 2      | 11 | 0 | 0 |  | Nicolae Greogrescu         |                            |

Daneben benannte die UEFA vier Schiedsrichter, die ausschließlich als 4. Offizielle fungierten:
- Michel Piraux
- Kyros Vassaras
- Terje Hauge
- Ľuboš Micheľ